# 가타다 겐지
가타다 겐지(일본어: 片田 謙二, 1936년 8월 23일 ~ 1993년 11월 25일)는 일본의 전 프로 야구 선수이다. 고치현 다카오카군 우사정(현: 도사시) 출신이며 현역 시절 포지션은 투수였다.

## 인물
고치 상업고등학교 시절인 1954년에 팀의 에이스로서 동기인 고타니 노부오와 배터리를 구성하고 춘·하계 연속으로 고시엔 대회에 출전했다. 춘계 선발 대회(제26회 선발 고등학교 야구 대회)에서는 준준결승에 진출했지만 이 대회에서 우승한 이이다오사히메 고등학교의 ‘작은 대투수’로 불린 미쓰자와 다케시에게 막혀 팀은 석패했다. 하계 선수권 대회(제36회 전국 고등학교 야구 선수권 대회)에서는 준준결승전에서 에노모토 기하치 등이 소속된 와세다 실업고등학교를 상대로 접전 끝에 이겼지만 준결승전에서 마쓰우라 미치오, 오키쓰 다쓰오 등이 소속된 시즈오카 상업고등학교에게 역전패를 당했다. 같은 해  홋카이도 국민체육대회에서는 결승까지 올라 신구 고등학교(와카야마현)의 마에오카 긴야와 투수전을 펼친 끝에 팀 승리를 안겼다. 고교 동기로는 중견수인 가도타 료조, 1년 후배이자 유격수인 스도 유타카가 있었다.
고타니, 가도타와 함께 1955년 히로시마 카프에 입단, 같은 해부터 선발로 기용돼 1956년에는 시즌 3승을 거두었지만 1957년을 끝으로 퇴단했다. 이듬해부터는 사회인 야구팀인 고치현 교통에서 활약했다.
현역에서 은퇴한 후에는 귀향하여 수산업에 종사하고 있었지만 1984년에 창단한 지 얼마되지 않은 다카오카 고등학교 우사 분교의 야구부 감독으로 부임했다. 제자로는 노무라 다카히토가 있다. 1993년 11월 25일에 향년 57세의 나이로 사망했다.

## 상세 정보

### 출신 학교
- 고치 시립 고치 상업고등학교

### 선수 경력
- 히로시마 카프(1955년 ~ 1957년)
- 고치현 교통

### 등번호
- 38(1955년)
- 25(1955년 ~ 1957년)

### 연도별 투수 성적
| 연 도      | 소 속      | 등 판 | 선 발 | 완 투 | 완 봉 | 무 4 구 | 승 리 | 패 전 | 세 이 브 | 홀 드 | 승 률 | 타 자 | 이 닝 | 피 안 타 | 피 홈 런 | 볼 넷 | 고 4 | 몸 맞 | 탈 삼 진 | 폭 투 | 보 크 | 실 점 | 자 책 점 | 평 자 책 | W H I P |
| ---------- | ---------- | ----- | ----- | ----- | ----- | ------- | ----- | ----- | -------- | ----- | ----- | ----- | ----- | -------- | -------- | ----- | ---- | ----- | -------- | ----- | ----- | ----- | -------- | -------- | ------- |
| 1955년     | 히로시마   | 7     | 3     | 0     | 0     | 0       | 0     | 1     | --       | --    | .000  | 81    | 16.1  | 27       | 3        | 9     | 0    | 0     | 9        | 2     | 1     | 19    | 18       | 9.53     | 2.20    |
| 1956년     | 히로시마   | 14    | 12    | 4     | 1     | 0       | 3     | 6     | --       | --    | .333  | 291   | 74.1  | 55       | 3        | 18    | 2    | 2     | 18       | 1     | 0     | 21    | 18       | 2.16     | 0.98    |
| 통산 : 2년 | 통산 : 2년 | 21    | 15    | 4     | 1     | 0       | 3     | 7     | --       | --    | .300  | 372   | 90.2  | 82       | 6        | 27    | 2    | 2     | 27       | 3     | 1     | 40    | 36       | 3.57     | 1.20    |